# Kiss HIGHWAY SATELLITE
『Kiss HIGHWAY SATELLITE』（キッス・ハイウェイ・サテライト）はKiss-FM KOBEで2006年10月6日から2007年9月28日まで、毎週金曜の12:00 - 13:00に放送されていたラジオ番組。

## 内容
名神高速道路桂川PAまたは山陽自動車道三木SA（毎月最終週のみ）からの公開生放送。高速道路のパーキングエリア・サービスエリアからの公開生放送は、FMの生ワイド番組では史上初の試みとなる（以前はbayfmやInterFMで千葉県の海ほたるパーキングエリアのサテライトスタジオから生放送を行った例がある）。
関西地区のパーキングエリア・サービスエリアやそこで購入できる食べ物を紹介したり、西日本高速道路株式会社の社員（阪神高速道路株式会社の社員の場合もあり）による高速道路などの案内、さらにドライブ中に心地よい音楽をノンストップで流すコーナーで構成されている。

## サウンドクルー
- 野村富美江（2006年10月6日 - 2007年3月30日）
- 落水七重（2007年4月6日 - 2007年9月28日）